# Arrondissement de l'Odenwald
L’arrondissement de l'Odenwald est un arrondissement (Landkreis en allemand) de Hesse (Allemagne) situé dans le district (Regierungsbezirk en allemand) de Darmstadt.
Son chef-lieu est Erbach. Il est situé dans la forêt de l'Odenwald.

## Villes, communes et communautés d'administration
(nombre d'habitants au 31/12/2015)
| Städte 1. Bad König (9 544) 2. Breuberg (7 488) 3. Erbach (13 401) 4. Michelstadt (16 642) 5. Oberzent (10 248) | Gemeinden 1. Brensbach (5 041) 2. Brombachtal (3 475) 3. Fränkisch-Crumbach (3 148) 4. Höchst i. Odw. (10 076) 5. Lützelbach (6 910) 6. Mossautal (2 451) 7. Reichelsheim (8 540) |

## Jumelages
- Falkirk (Écosse)